# Almétievsk
Almétievsk (ruso: Альме́тьевск; tártaro: Әлмәт), también Almat o Elmat, es una localidad de Tartaristán, Rusia, situada en la vega izquierda del río Zay, afluente del Kama. En 2010 tenía 146 393 habitantes; 77 000 (1969); 49 000 (1959).

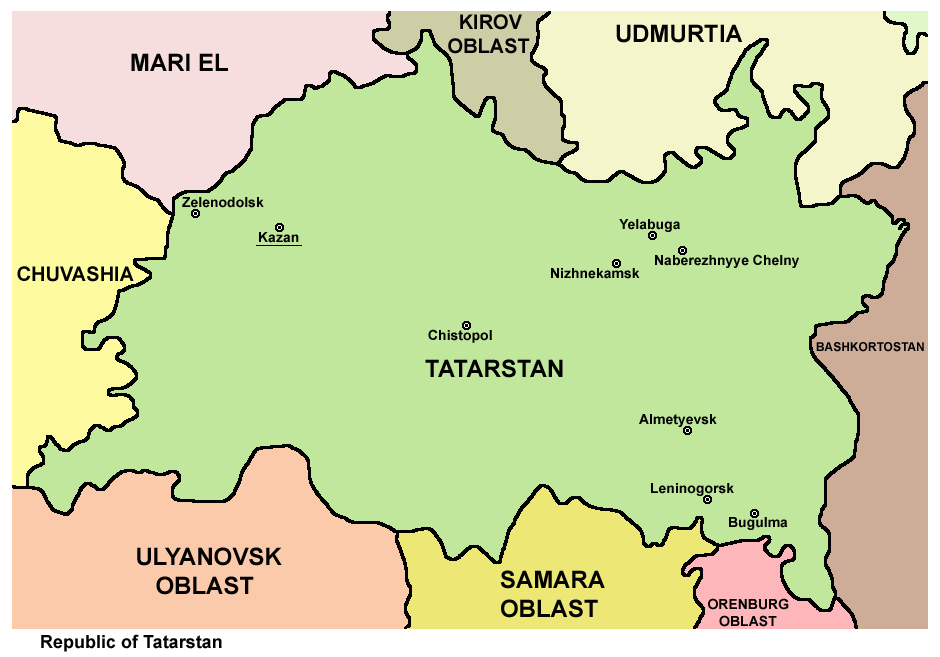
Mapa de Tartaristán en el que aparece Almétievsk

Es una de las ciudades más jóvenes en Tartaristán, fundada como asentamiento petrolífero (aunque existe en la misma ubicación una aldea llamada Almet desde el siglo XVII) y más tarde convertida en ciudad en 1953. Sigue siendo un centro pretrolífero importante donde comienzan los oleoductos hacia Druzhba, Nizhny Nóvgorod, Samara, y Subjankulovo.